# Board of European Students of Technology
De Board of European Students of Technology (BEST) is een internationale studentenvereniging die bestaat uit 96 lokale groepen (LBG's) in 33 landen over heel Europa met meer dan 3300 actieve leden. Hierbij kunnen ze in totaal meer dan 1,3 miljoen studenten bereiken aan de 96 verschillende universiteiten.
BEST creëert de mogelijkheid voor Europese studenten om elkaar te ontmoeten op zowel academische als niet-academische evenementen. De vereniging streeft naar de ontwikkeling van meer interculturele relaties en communicatie in een Europese samenleving. Om dit te bereiken focust BEST op de ontwikkeling van studenten, en verbindt het studenten, bedrijven en universiteiten met elkaar.

## Structuur

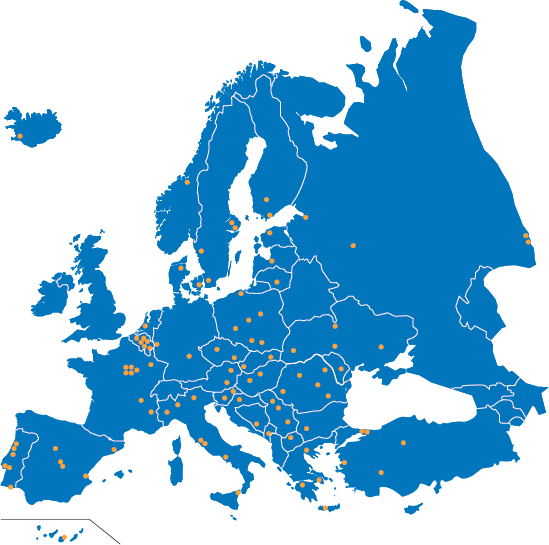
BEST Map Of Europe 2014

BEST is opgebouwd in drie lagen: lokaal, regionaal en internationaal.
- De basis zijn de 96 lokale BEST groepen (LBG's) die elk verbonden zijn aan een (technische) universiteit.
- Het tweede level zijn de 11 regio's. Het doel hiervan is om een betere samenwerking te garanderen tussen de LBG's en het internationale level.
- Op internationaal niveau zijn er de verschillende departementen (voor de coördinatie van de verschillende functionele velden), de internationale projecten (voor de ontwikkeling van de organisatie) en de internationale board. Samen met honderden vrijwilligers werken deze structuren toe naar de visie van de organisatie.

## Activiteiten
BEST is actief in het organiseren van internationale cursussen, ingenieurscompetities (zowel lokaal als internationaal), het verbeteren van Europees onderwijs en het voorzien van career support.

## Cursussen
De kernactiviteit van BEST is zorgen voor complementaire educatie ten opzichte van die aan de universiteiten. Dit gebeurt door de verschillende cursussen die georganiseerd worden. Deze gaan ofwel over technologie ofwel over soft skills. Deze evenementen duren een tot twee weken en brengen een 20-tal studenten van over heel Europa samen.